# Aborichthys rosammai
Aborichthys rosammai je врста слатководне рибе откривене 2009. године у Индији. Припада реду ципринида или шаранки. Многи подаци о њој још недостају.
Познатих народних назива и синонима нема.